# 天白川 (愛知県)
天白川（てんぱくがわ）は、愛知県日進市から名古屋市を流れ、伊勢湾に注ぐ河川。二級水系天白川の本流である。
読みは『あましろがわ』ともされる。

## 地理
愛知県日進市東部の名古屋商科大学の西南隣接地にある三ヶ峯上池付近に源を発し、西へ流れる。（三本木川）。その後天白川と名称を変え、岩崎川を合わせ名古屋市へ入ると天白区を横断。各区および東海市の境界を流れ、名古屋港へ注ぐ。途中にダムは一つも存在しない。
江戸時代の頃から水害が度々起きており、流路が幾度も変わっている。1668年（寛文8年）の洪水では植田川との合流点が南方へ移動、かつて島田村であった字八事前などの地は八事村に編入された。また、野並ではかつて、現在の郷下川（かつての天白川との意から古川とも呼ばれる。）の付近を流れていたとされ、連続する細長い小字もそれを示している。
下流でも水害が度々発生しており、そのことから1728年（享保13年）には野並村で川を西流させ、山崎川に合流させる瀬替え工事が行われたが、その後は山崎川にて水害が頻発し、暴動も発生したことから1741年（寛保元年）には元の流路に戻された。

### 流域の地形
上流域では尾張丘陵が広がり、比較的標高の高い土地が続くが、中・下流域はかつて年魚市潟と呼ばれた入江であり、標高が低く、多くの地域でポンプ排水が行われている。

### 流域の自治体
流域のほぼすべてを名古屋市・日進市が占める。
- 愛知県
  - 名古屋市（南区・緑区・瑞穂区・天白区・昭和区・千種区・名東区）
  - 東海市
  - 大府市
  - 豊明市
  - 長久手市
  - 日進市
  - 東郷町

### 名称の由来
『天白川』という名称は、下流域に名古屋市緑区鳴海町字天白という地名があり、そこにかつて、川を鎮める神とされた天白神が祀られていたことによるものである。この名称は江戸時代ごろから使用されている。
現在、主に『天白川』とされる範囲には植田川合流点より上流（旧・米野木川）も含まれるが、古くは一般的に植田川と米野木川の合流地点より下流を指す名称であり、植田川合流点より上流は赤池川、米野木川（米ノ木川）、平針川、岩崎川合流点より上流は本郷川、黒末川などと呼ばれ、天白川と呼ばれることはあまりなかった。また、江戸時代には高針川（植田川）、明治時代には岩崎川を、それぞれ天白川本流として天白川と呼ぶこともあった。
かつて植田村では米野木川と高針川の両方が『植田川』と呼ばれており、名称を整理するために、明治時代に高針川（）を植田川、米野木川（）を天白川としたため、現在の名称となったとされる。

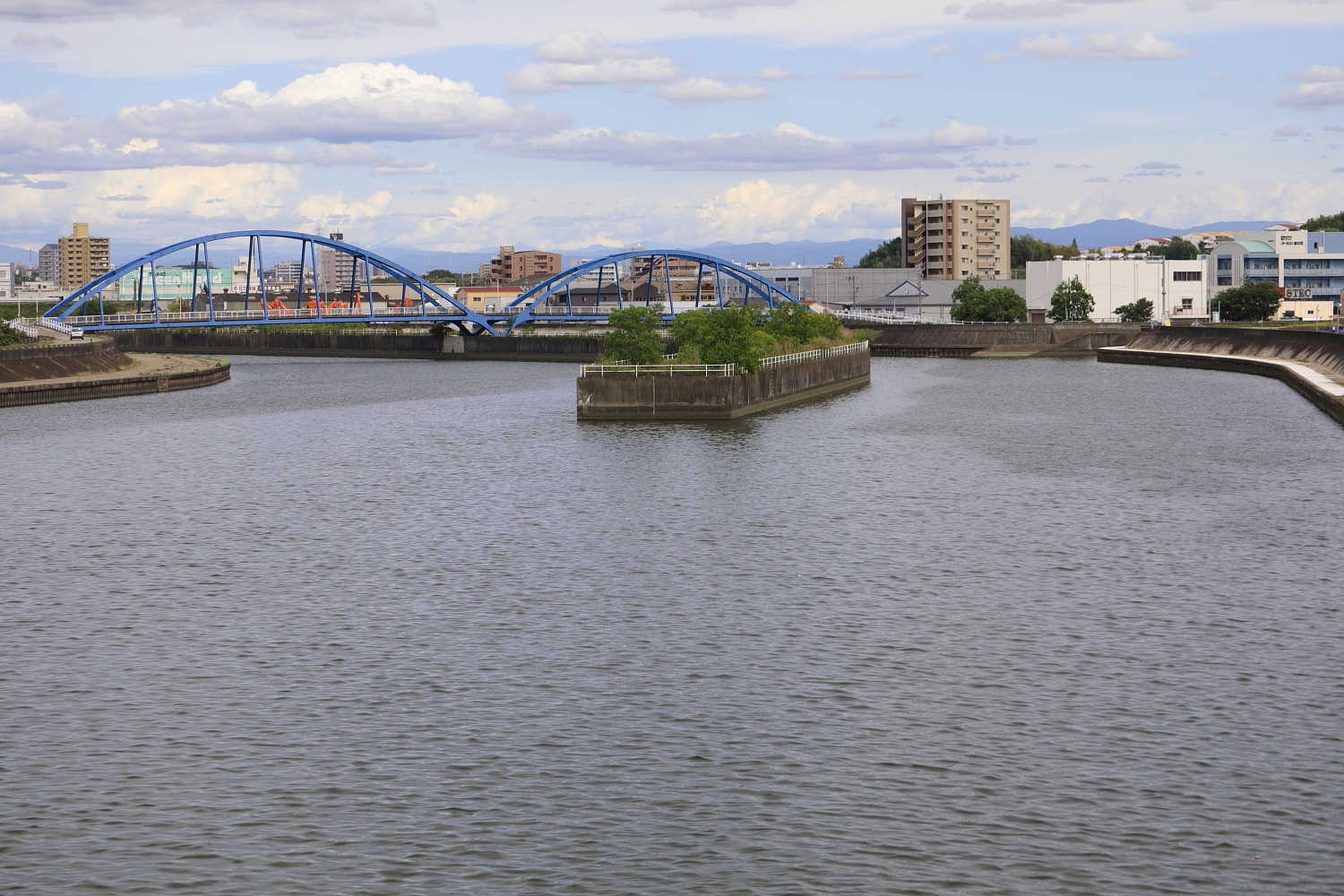
左側が天白川本流。右から扇川を併せる（天白扇川橋から東望）

また、扇川合流後の天白川は黒末川とも呼ばれたが、支川の扇子川（相原川とも。のちに扇川へと省略された）も下流の天白川との並行部で黒末川と呼ばれていた。2024年（令和6年）現在では、扇川合流後の天白川は天白川、扇川の天白川並行部は上流部と同じ扇川と呼ばれている。
2024年（令和6年）現在、『天白川』とは主に三本木川（本木川）より下流を指すが、三本木川を含むこともあり、その範囲は安定していない。また、岩崎川と岩藤川（岩藤新田川）の境界についても、岩崎川の源流を岩藤川とする場合と、北新田川合流前の岩崎川を岩藤川とする場合があり、解釈が分かれている。
以下に天白川・扇川・植田川・岩崎川の名称の変遷を記載する。
|                                                    | 天白川（扇川合流後） | 扇川（天白川並行部での名称は赤色で示す） | 天白川（植田川～扇川又は海）  | 植田川                                      | 天白川（岩崎川～植田川）     | 岩崎川        | 天白川（岩崎川合流前）         | 三本木川                 | 天白川（名称のみ、説明なし） |
| -------------------------------------------------- | -------------------- | ---------------------------------------- | ----------------------------- | ------------------------------------------- | ---------------------------- | ------------- | ------------------------------ | ------------------------ | ---------------------------- |
| 『尾張国絵図』（1647年）                           |                      |                                          | てんぱく川                    |                                             |                              |               |                                |                          |                              |
| 『尾張国絵図』（1701年）                           |                      |                                          | てんぱく川                    |                                             |                              |               |                                |                          |                              |
| 『尾州鳴海辺之図』（江戸前期）                     |                      | 扇川                                     | 天白川                        |                                             |                              |               |                                |                          |                              |
| 『尾張美濃参河飛騨信濃五ケ国絵図』（18世紀前半？） |                      |                                          | 天白古川通（旧流路）          |                                             | 赤池川                       |               |                                |                          |                              |
| 『張州知多壹郡之図』（18世紀）                     | 天白古川通（旧流路） | 扇子川                                   | 天白古川通（旧流路）          |                                             |                              |               |                                |                          |                              |
| 『尾張国画図』（1785年）                           |                      | 扇子川                                   | 天白川                        | 高針川                                      | 赤池川                       |               |                                |                          |                              |
| 『張州之図』（江戸時代）                           |                      | 扇子川                                   | 天白川                        | 高針川                                      | 赤池川                       |               |                                |                          |                              |
| 『愛知郡村邑全図』（18世紀後半）                   | 黒末川（1村）        | 扇川（1村）、扇川（2村）                 | 天白川（11村）・大白川（1村） | 天白川（3村）・高針川（2村）・植田川（1村） | 天白川（8村）・平針川（2村） | 岩崎川（1村） | くろ末川（1村）・本郷川（1村） |                          |                              |
| 『五畿東海図』（1811年）                           | 扇川                 |                                          |                               |                                             |                              |               |                                |                          |                              |
| 『尾張国絵図』（1838年）                           |                      |                                          | てんぱく川                    |                                             |                              |               |                                |                          |                              |
| 『懐宝尾張国郡全図』（1840年）                     | 天白川               | 黒末川、扇川                             |                               |                                             |                              |               |                                |                          |                              |
| 『尾張名所図会』（1844年）                         |                      | 扇川                                     | 天白川                        |                                             |                              |               |                                |                          |                              |
| 『尾張志』 （1844年）                              |                      | 黒末川・扇川、扇川                       | 天白川                        | 植田川・高針川                              | 赤池川                       |               |                                |                          |                              |
| 『尾張志』付図 （1844年、愛知県図書館所蔵版）      |                      | 黒末川、扇川（下流）・藤川（上流）       | 天白川                        | 高針川                                      | 米野木川                     | 岩サキ川      |                                |                          |                              |
| 『川並海辺絵図』（1855年）                         |                      | 扇川                                     | 天白川                        |                                             |                              |               |                                |                          |                              |
| 『張州之図』（江戸時代）                           |                      | 黒末川                                   | 天白川                        | 高針川                                      |                              |               |                                |                          |                              |
| 『尾張国明細図』（江戸後期）                       |                      | 黒末川、扇川・黒末川                     | 天白川                        | 高針川                                      | 米ノ木川                     |               |                                |                          |                              |
| 『尾張国輿地全図』（江戸後期）                     | 天白川               | 扇川                                     |                               |                                             |                              |               |                                |                          |                              |
| 『尾張図』（幕末～明治頃）                         |                      | 黒末川、扇川                             | 天白川                        | 高針川                                      | 米ノ木川                     | 岩崎川        |                                |                          |                              |
| 『尾張八郡全図』（明治前期）                       |                      | 扇川                                     | 天白川                        | 高針川                                      |                              | 岩嵜川        |                                |                          |                              |
| 『尾張明細図』（1872年）                           |                      | 扇川、扇川                               | 天白川                        |                                             |                              |               |                                |                          |                              |
| 『大日本地名箋』（1874年）                         |                      |                                          |                               |                                             |                              |               |                                |                          | 天白川                       |
| 『尾三両国図』（1875年）                           |                      | 黒末川、扇川                             | 天白川                        | タカハリ川                                  | 米ノ木川                     |               |                                |                          |                              |
| 『尾張国参河国地略書』（1877年）                   | 天白川               | 扇川、扇川                               | 天白川                        | （『小渠』）                                | 天白川                       | （『小川』）  | 天白川                         | 天白川                   |                              |
| 『愛知県地理誌』（1877年）                         | 天白川               | 扇川                                     | 天白川                        |                                             | 天白川                       |               | 天白川                         | 天白川                   |                              |
| 1888年～1898年地形図                               | 天白川               |                                          | 天白川                        |                                             | 天白川                       | 天白川        |                                |                          |                              |
| 『兵要地誌 大日本之部』（1888年）                  | 天白川               | 扇川、扇川                               | 天白川                        |                                             |                              |               |                                |                          |                              |
| 『尾張国愛知郡図』（1889年～1895年）               |                      | 扇川                                     | 天白川                        |                                             |                              |               |                                |                          |                              |
| 『陸海軍聯合大演習記事』（1890年）                 |                      |                                          | 天白川                        | 植田川                                      |                              |               |                                |                          |                              |
| 『尾三地理』（1890年）                             | 天白川               |                                          | 天白川                        | 高針川                                      | 天白川                       |               |                                |                          |                              |
| 『愛知県地誌』（1894年）                           | 天白川               |                                          | 天白川                        |                                             | 天白川                       |               |                                |                          |                              |
| 『尾参宝鑑』（1897年）                             | 天白川               | 扇川                                     | 天白川                        |                                             | 天白川                       |               |                                |                          |                              |
| 『尾張三河土性図説明書』（1898年）                 | 天白川               |                                          | 天白川                        |                                             | 天白川                       |               | 天白川                         | 天白川                   |                              |
| 『愛知県愛知郡志』（1903年）                       |                      | 扇川、扇川                               | 天白川                        |                                             | 天白川                       |               |                                |                          |                              |
| 『大日本管轄分地図』（1907年）                     | 天白川               | 扇川                                     |                               | 高針川                                      |                              |               |                                |                          |                              |
| 『愛知県紀要』（1913年）                           | 天白川               | 翁川                                     | 天白川                        | 高針川                                      | 天白川                       |               |                                |                          |                              |
| 『爱知郡図』（1913年）                             | 天白川               | 扇川                                     |                               | 高針川                                      | 天白川                       |               |                                |                          |                              |
| 『大日本地誌』（1915年）                           | 天白川               |                                          | 天白川                        | 高針川                                      | 天白川                       |               |                                |                          |                              |
| 『張州府志 第2』（1916年）                         | 天白川               | 黒末川、扇川                             | 天白川                        | 植田川                                      |                              |               |                                |                          |                              |
| 『名古屋市史 風俗編』                              |                      | 扇子川                                   |                               |                                             |                              |               |                                |                          |                              |
| 『治水事業ニ関スル統計書 大正6年 第2回』（1918年） | 天白川               |                                          | 天白川                        |                                             | 天白川                       | 岩崎川        | 天白川                         |                          |                              |
| 1920年地形図                                       | 天白川               |                                          | 天白川                        |                                             | 天白川                       | 天白川        |                                |                          |                              |
| 名古屋市全図（1921年）                             |                      | 扇川、扇川                               | 天白川                        | 高針川                                      | 天白川                       |               |                                |                          |                              |
| 『近世日本国民史豊臣氏時代』（1922年）             |                      |                                          |                               |                                             |                              | 天白川        |                                |                          |                              |
| 『知多郡史』（1923年）                             | 天白川               | 扇川                                     | 天白川                        |                                             |                              |               |                                |                          |                              |
| 『都市計画愛知地方委員会々議録 第2回』（1923年）   |                      |                                          |                               | 高針川                                      |                              |               |                                |                          | 天白川                       |
| 『愛知県全図』（1923年）                           | 天白川               | 扇川                                     | 天白川                        | 高針川                                      |                              |               |                                |                          |                              |
| 『日本交通分県地図』（1924年）                     | 天白川               |                                          | 天白川                        |                                             | 天白川                       | 天白川        |                                |                          |                              |
| 『愛知都市計画綱要』（1926年）                     | 天白川               |                                          | 天白川                        | 高針川・植田川（別河川とされている）        | 天白川                       | 岩崎川        | 天白川                         |                          |                              |
| 『愛知県林業報告 第17号』（1926年）                | 天白川               | 扇川                                     |                               |                                             |                              |               |                                |                          |                              |
| 『都市計画要鑑』（1927年）                         |                      |                                          | 天白川                        | 高針川                                      |                              |               |                                |                          |                              |
| 『愛知県勢要覧』（1927年）                         |                      | 扇川                                     | 天白川                        | 高針川                                      |                              |               |                                |                          |                              |
| 『愛知県砂防及荒廃地復旧事業概要』（1929年）       | 天白川               | 扇川                                     | 天白川                        |                                             | 天白川                       |               |                                |                          |                              |
| 『尾張名所図会 附録』（1930年）                    |                      | 相原川・黒末川                           |                               |                                             |                              |               |                                |                          | 天白川                       |
| 『愛知県令規集』（1931年）                         | 天白川               | 扇川                                     | 天白川                        | 植田川                                      | 天白川                       | 岩崎川        | 天白川                         |                          |                              |
| 『尾三郷土史料叢書』（1934年）                     | 天白川               | 扇川・黒末川、扇川                       | 天白川                        | 高針川・植田川                              | 米ノ木川                     | 岩崎川        | 米ノ木川                       |                          |                              |
| 『日本国勢総攬』（1934年）                         | 天白川               |                                          | 天白川                        | 高針川                                      | 天白川                       |               |                                |                          | 天白川・黒末川               |
| 『岡崎市史』（1934年）                             |                      | 黒末川                                   |                               |                                             |                              |               |                                |                          |                              |
| 『愛知県勢要覧』（1937年）                         | 天白川               |                                          | 天白川                        | 植田川                                      | 岩崎川                       | 岩崎川        | 天白川                         |                          |                              |
| 『名古屋市中区史』（1944年）                       |                      |                                          |                               | 高針川                                      |                              |               |                                |                          | 天白川                       |
| 『愛知県勢要覧』（1953年）                         | 天白川               |                                          | 天白川                        | 植田川                                      | 天白川                       |               |                                |                          |                              |
| （現代）                                           | 天白川               | 扇川、扇川                               | 天白川                        | 植田川・井堀川                              | 天白川                       | 岩崎川        | 天白川・三本木川               | 三本木川・本木川・天白川 |                              |

### 関連する地名
名古屋市天白区の名称は、区内を天白川が流れていることに由来する。
また、名古屋市南区の天白町は、町域の南側に天白川が流れていることに由来する。
名古屋市緑区にある鳴海町字天白は、天白川沿いの土地であることに由来するとする説もある。

## 環境

### 生物

#### 植物
在来種
上流部では、ツルヨシが繁茂する区間が見られる。その他支川を含めた周辺では、マコモ、アオツヅラフジ、ナデシコ、ナワシロイチゴなどの生息が確認されている。
下流部では、スズサイコや名古屋市内では唯一の生息となるキスゲ等の生息が確認されており、激特事業時には保全のため堤防表土の移植が行われた。大慶橋より下流では護岸がコンクリートで覆われており植生がほとんど見られない。
名古屋市重要種としては、スズサイコ、タツナミソウ、カワラナデシコなどの生息が確認されている。
外来種
セイタカアワダチソウやヒガンバナなどの生息が確認されている。

#### 動物
現在では天白川本川・支川ともに多くの落差工が設置されており、魚類等の生息環境が抑制されている。
かつてはアユの遡上も見られたが、魚道の設置されていない落差工により遡上が妨害され、現在では天白護床工より上流には遡上できていない。
在来種

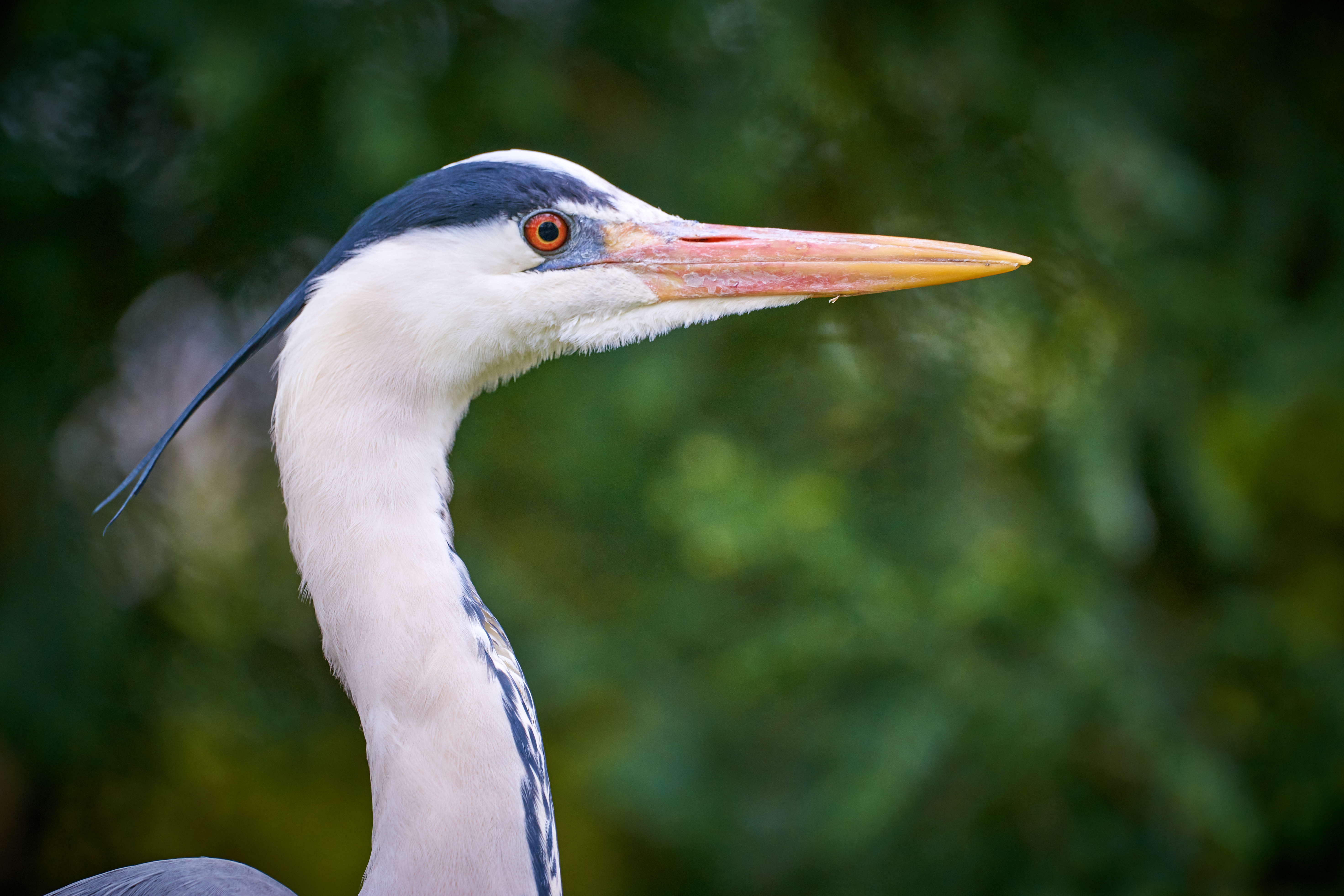
アオサギ。ドイツ、デュイスブルク動物園にて撮影。

魚類ではオイカワ、ギンブナ、トウヨシノボリ、マハゼ、モツゴなど、鳥類ではアオサギ、カルガモ、バン、カワセミ、キジなど、爬虫類では、ニホンイシガメ、スッポンなど、両生類ではトノサマガエルなど、節足動物ではギンヤンマ、ハグロトンボ、ヘイケボタル、ヒメガムシ、スジエビなど、哺乳類ではホンドギツネなどの生息が確認されている。
名古屋市重要種としては、魚類ではミナミメダカ、ウナギ、アユなど、鳥類ではコアジサシ、ミサゴなど、爬虫類ではクサガメ、イシガメ、スッポンなどの生息が確認されている。
外来種
魚類ではライギョ、カダヤシ、ブルーギルなど、爬虫類ではクサガメ、ミシシッピアカミミガメなど、両生類ではウシガエルなど、節足動物ではアメリカザリガニなど、哺乳類ではヌートリアなどの生息が確認されている。
その他、ウンキュウ（二ホンイシガメとクサガメの雑種）の生息も確認されている。

### 水環境
天白川の水はその約63パーセント、植田川の水はその約66パーセントを下水処理水に頼っている。
かつては水質の悪化が問題となっていたが、現在では下水処理場の整備により水質の改善が進んでいる。天白川の水質はC類型に指定されており、環境基準点である千鳥橋では環境基準値程度であるが、天白橋付近ではより一層の水質改善が求められている。
本川・支川ともにゴミの不法投棄が問題となっており、天白区が2023年（令和5年）に実施した天白川河川敷清掃奉仕活動では、約90名による30分間の清掃活動で約400リットルのゴミが収集された。
2004年（平成16年）5月から6月までにかけて行われた流域の住民アンケートでは、水質について約44パーセントの人が『水のきたない川』という回答をしている。
三本木川・岩崎川では生活排水の影響を強く受けているほか、宅地化の進行による水源涵養林の消失により水量の低下が進んでいる。扇川では、 流域の生活排水がすべて天白川に排水されるため、主な水源は雨水のみとなっており晴天時の流量の確保が問題となっている。2004年（平成16年）5月から6月までにかけて行われた流域の住民アンケートでは、身近な河川の水量について全体の約50%が『水の少ない川』という回答をしている。大高川や扇川では水辺環境の単調化が課題となっており、蛇行化や水際植生の再生が検討されている。
その他、天白川では藤川合流点付近まで、扇川では流路のおよそ4割が感潮域となっている。

#### 流域の下水処理施設
天白川
- 柴田水処理センター（名古屋市南区、名古屋市上下水道局）[91]
- 鳴海水処理センター（名古屋市緑区、名古屋市上下水道局）[91]

植田川
- 植田水処理センター（名古屋市天白区、名古屋市上下水道局）[91]
- 西山水処理センター（名古屋市名東区、名古屋市上下水道局）[91]
- 長久手南部浄化センター（長久手市）[92]

豊田川
- 南部浄化センター（日進市）[93]

小川
- 北部浄化センター（日進市）[93]

岩崎川
- 相野山浄化センター（日進市）[93]

## 歴史

### 流域の歴史

#### 先史時代
今から約650万年前ごろから約120万年前ごろまで、天白川流域含む濃尾平野全域は東海湖の一部だった。その後、約300万年前ごろから始まった地殻変動によって東海湖は消滅し、現在の尾張丘陵が形成された。

#### 古代

年魚市潟の地図

約1万9千年前から約6000年前にかけておこった、縄文海進と呼ばれる海面上昇によって尾張丘陵に海水が侵入、年魚市潟（あゆちがた）と呼ばれる入江が誕生した。このころには、現在の植田川・天白川合流点付近にまで入江が広がっていたとされる。
名古屋市天白区には『海老山』『島田』『坂海戸』『塩辛田』などの年魚市潟に関連する地名が残っているほか、植田川の名称の由来となった『植田』という地名も「年魚市潟の上の田」を意味する『上田』が転じたものではないかとされている。

#### 中世
土砂が堆積したことや海面が低下したことなどにより年魚市潟は大きく縮小、鎌倉時代までには鳴海潟と呼ばれるようになっていた。
流域では室町時代ごろから根古屋城などの城が築城されはじめ、戦国時代には桶狭間の戦いや小牧・長久手の戦いなどの舞台となった。流域の下社城は柴田勝家の出生地ともされる。

#### 近世
江戸時代の新田開発などによって鳴海潟は消滅し、ほぼ現在の海岸線となった。江戸前期に記された地図である『尾州鳴海辺』には『鳴海潟今は塩干に成にけり野並の里に旅人もなし　口伝』とある。

#### 近代
流域付近では明治時代、大正時代にそれぞれ1回陸軍特別大演習が行われ、天白川付近での攻防もあった。

#### 現代
戦後には流域の各地で区画整理が進められ、景観が著しく変化した。

### 水害の歴史
天白川は現在に至るまで幾度も水害を起こしてきた。江戸時代以前には堤防もなく、洪水のたびに流路を変えていたとされる。近年では東海豪雨による被害が特に大きかった。

#### 年表
- 1491年（延徳3年） - 島田村で氾濫。島田地蔵寺が破壊され、田畑は全滅[4]。島田地蔵寺は字東田面から現在の場所へ移転した。
- 1668年（寛文8年） - 植田川との合流点が氾濫により南方に移動。
- 1707年（宝永4年） - 南野村・牛毛荒井村周辺で10日間の浸水[4]。
- 1714年（正徳4年） - 南野村・牛毛荒井村周辺で暴風雨により浸水[4]。
- 1722年（享保7年） - 南野村・牛毛荒井村周辺で大雨や高潮などの被害、収穫皆無[4]。このころ、周辺では農作の被害が50年ほど続いていた。
- 1728年（享保13年） - 氾濫が多く年貢が得られないため、尾張藩によって愛知郡野並村笹原（現在の天白区笹原町）で川筋を西流させて山崎川に合流させる瀬替え工事が行われた[11][4]。旧川筋は農地に転用、天白古川新田と呼ばれた[4]。
- 1739年（元文4年） - 山崎川が各所で氾濫、被害甚大であった[4]。
- 1741年（寛保元年） - 付け替え後14年間で山崎川の井戸田村側堤防が17回も決壊、暴動が発生。尾張藩は西流させた川筋を再び工事により現在の川筋に戻し、山崎川と分流させる[4]。
- 1767年（明和4年）8月4日 - 6日 - 大雨で氾濫し、鳴海あたりまで浸水。（明和の洪水）。植田村では集落が街道沿いから山腹へと移動した[4]。
- 1779年（安永8年）9月29日 - 10月4日 - 大雨で氾濫し、鳴海の東海道が途絶。
- 1802年（享和2年） - 天白川堤防に補強のため松並木が植えられた[4][注釈 9]。
- 1830年（文政13年） - 島田村で氾濫。圦が潰れる[4]。
- 1850年（嘉永3年）9月8日 - 15日 - 大雨で中根村（現在の瑞穂区中根町）で堤防が決壊し、笠寺から熱田の築出まで浸水。
- 1855年（安政2年）9月7日 - 10日 - 暴風雨で中根村（現在の瑞穂区中根町）で堤防が決壊し、隣り合う山崎川でも堤防が決壊。
- 1868年（明治元年） - 野並村で氾濫[4][102]。
- 1869年（明治2年） - 野並村で氾濫[4]。
- 1911年（明治44年）8月4日 - 台風により氾濫し、愛知郡笠寺村星崎・熱田町八町畷等が浸水。
- 1913年（大正2年） - 天白村大字植田で氾濫[4]。
- 1921年（大正10年）7月26日 - 28日 - 雷雨により、天白川と扇川の堤防4箇所が決壊。
- 1932年（昭和7年） - この年から時局匡救事業によって、河口から岩崎川合流点までの区間で築堤や掘削が行われた。
- 1952年（昭和27年）7月10日 - 11日 - 豪雨により氾濫。
- 1959年（昭和34年）9月 - 伊勢湾台風により下流域で甚大な被害が出る。その後の伊勢湾等高潮対策事業では下流部が整備された[98]。
- 1962年（昭和37年）7月2日 - 5日 - 梅雨前線の停滞により天白川の水位が上がり、野並橋が流失[103]。
- 1970年（昭和45年） - 氾濫[98]。
- 1971年（昭和46年） - 氾濫[98]。
- 1973年（昭和48年） - 1970年、1971年の氾濫を契機として、河口から植田川合流点までが中小河川改修事業に採択された[98]。
- 1989年（平成元年） - 中小河川改修事業の第二期工事が始まる[98]。
- 2000年（平成12年）9月11日 - 東海豪雨発生。左岸、右岸あわせて床上浸水 3800 戸、床下浸水 4400 戸[24]の被害であった。左岸では、天白川から藤川、郷下川へと水が逆流し氾濫。名古屋市天白区野並地区周辺が浸水し、大きな被害をもたらした[104][105]。そのほか名古屋市南区でも大きな被害があった。このことから、河川激甚災害対策特別緊急事業（激特事業）に採択される。名古屋市ではほかに緊急雨水整備事業も採択され[98]、ポンプの増強・雨水貯留施設（天白川左岸雨水調整池など）などの整備が行われた[106]。

- 2004年（平成16年） - 激特事業に基づき、中流区間において引堤や河床掘削などが行われた[98]。
- 2008年（平成20年）8月 - 天白川水系河川整備基本方針において、天白区の野並地点で、概ね100年に1回の確率で発生すると予想される規模の降雨（24時間で423ミリメートル）により発生する洪水が安全に流れる状態に整備することを、治水の将来的な目標とする[98]。
- 2015年（平成27年） - 激特事業により、野中橋より下流の引き堤や河床掘削等の河川整備が完了[107]。
- 2024年（令和6年）現在 - 新島田橋付近での河川整備が行われている。

## 治水

### 流域の雨水ポンプ場
天白川
- 柴田ポンプ所（名古屋市南区、名古屋市上下水道局） - 柴田水処理センターに併設されている。[108]
- 鳴尾ポンプ所（名古屋市南区、名古屋市上下水道局）[108]
- 大高西部ポンプ所（名古屋市緑区、名古屋市緑政土木局）[108]
- 鳴海ポンプ所（名古屋市緑区、名古屋市上下水道局） - 鳴海水処理センターに併設されている。[108]
- 野並ポンプ所（名古屋市天白区、名古屋市上下水道局）[108]
- 弥富ポンプ所（名古屋市瑞穂区、名古屋市上下水道局）[108]
- 菅田ポンプ所（名古屋市天白区、名古屋市上下水道局）[108]

大高川
- 鶴田ポンプ所（名古屋市緑区、名古屋市緑政土木局）[108]

扇川
- 汐田ポンプ所（名古屋市緑区、名古屋市上下水道局）[108]
- 六条ポンプ所（名古屋市緑区、名古屋市上下水道局）[108]

植田川
- 植田ポンプ所（名古屋市天白区、名古屋市上下水道局） - 植田水処理センターに併設されている。[108]

## 主な支川
下流から順に記載する。このうち、天白川・扇川・手越川・中井川・地蔵川・植田川・前川・黒木川の8河川は尾張志にも記されている（言及された旭出川、百々川、藤川も含めると11河川、他の項には地獄沢も記されている）。
本川・1次支川は太字で示す。

### 現存
細口川が二本存在するが、別の河川である。
| 名称       | よみ               | 別称                                                                                     | 画像     | 次数    | 河川の 種類 | 管理者               | 流域の市町村・行政区                                 | 備考 |
| ---------- | ------------------ | ---------------------------------------------------------------------------------------- | -------- | ------- | ----------- | -------------------- | ---------------------------------------------------- | --- |
| 天白川     | てんぱくがわ       | 米ノ木川・米野木川・赤池川・平針川・黒末川・本郷川・植田川・くろす江川・三本木川・大白川 |          | 本川    | 二級河川    | 愛知県知事           | 名古屋市（南区・東海市・緑区・瑞穂区・天白区）日進市 | 上流は三本木川。 |
| 扇川       | おうぎがわ         | 黒末川・扇子川・藤川・相原川                                                             |          | 1次支川 | 二級河川    | 名古屋市長           | 名古屋市緑区                                         | |
| 大高川     | おおだかがわ       | -                                                                                        |          | 2次支川 | 二級河川    | 名古屋市長           | 名古屋市緑区                                         | 扇川の支川。 |
| 瀬木川     | せぎがわ           | 木之山川・大高川                                                                         |          | 3次支川 | 準用河川    | 名古屋市長           | 大府市・名古屋市緑区                                 | 大高川の支川。 |
| 瀬木川     | せぎがわ           | 木之山川・大高川                                                                         | 二級河川 | 3次支川 |             | 名古屋市長           | 大府市・名古屋市緑区                                 | 大高川の支川。 |
| 志水川     | しみずがわ         | 清水川                                                                                   |          | 2次支川 | 普通河川    | 名古屋市長           | 名古屋市緑区                                         | 扇川の支川。 |
| 手越川     | てこしがわ         | 藍染川                                                                                   |          | 2次支川 | 普通河川    | 名古屋市長           | 豊明市・名古屋市緑区                                 | 扇川の支川。名前は桶狭間の戦いに由来する。日本遺産に登録されている。                                                       |
| 手越川     | てこしがわ         | 藍染川                                                                                   | 二級河川 | 2次支川 |             | 名古屋市長           | 豊明市・名古屋市緑区                                 | 扇川の支川。名前は桶狭間の戦いに由来する。日本遺産に登録されている。                                                       |
| 太鼓田川   | たいこでんがわ     | 緒川道川・鼓田川                                                                         |          | 3次支川 | 普通河川    | 名古屋市長           | 名古屋市緑区                                         | 手越川の支川。本来の名称は『緒川道川』である。※本来の『太鼓田川』とは異なる。                                              |
| 手越小川   | -                  | -                                                                                        |          | 3次支川 | 普通河川    | 名古屋市長           | 名古屋市緑区                                         | 手越川の支川。 |
| 鴻ノ巣川   | こうのすがわ       | -                                                                                        |          | 3次河川 | 普通河川    | 名古屋市長           | 名古屋市緑区                                         | 手越川の支川。源流には『大高エリアの湧き水』があり、湿地帯を形成している。                                                 |
| 中平部川   | なかひらぶがわ     | 桶廻間川                                                                                 |          | 3次支川 | 普通河川    | 名古屋市長           | 名古屋市緑区                                         | 手越川の支川。 |
| 平部川     | ひらぶがわ         | 大谷川                                                                                   |          | 4次支川 | 普通河川    | 名古屋市長           | 名古屋市緑区                                         | 中平部川の支川。 |
| 六条川     | ろくじょうがわ     | -                                                                                        |          | 2次支川 | 普通河川    | 名古屋市長           | 名古屋市緑区                                         | 扇川の支川。旭出川のかつての下流。                                                                                         |
| 旭出川     | あさひでがわ       | -                                                                                        |          | 2次支川 | 普通河川    | 名古屋市長           | 名古屋市緑区                                         | 扇川の支川。 |
| 旭出川     | あさひでがわ       | -                                                                                        | 準用河川 | 2次支川 |             | 名古屋市長           | 名古屋市緑区                                         | 扇川の支川。 |
| 細根川     | ほそねがわ         | -                                                                                        |          | 2次河川 | 普通河川    | 名古屋市長           | 名古屋市緑区                                         | 扇川の支川。 |
| 滝ノ水川   | たきのみずがわ     | -                                                                                        |          | 2次支川 | 普通河川    | 名古屋市長           | 名古屋市緑区                                         | 扇川の支川。 |
| 敷田川     | しきたがわ         | -                                                                                        |          | 2次支川 | 普通河川    | 名古屋市長           | 豊明市・名古屋市緑区                                 | 扇川の支川。 |
| 水広下川   | みずひろげがわ     | -                                                                                        |          | 2次支川 | 普通河川    | 名古屋市長           | 名古屋市緑区                                         | 扇川の支川。 |
| 水広下川   | みずひろげがわ     | 諸木川（諸ノ木川）                                                                       |          | 2次支川 | 準用河川    | 名古屋市長           | 名古屋市緑区                                         | 扇川の支川。※本来の『水広下川』とは異なる。                                                                                |
| 細口川     | ほそぐちがわ       | -                                                                                        |          | 2次支川 | 準用河川    | 名古屋市長           | 名古屋市緑区                                         | 扇川の支川。 |
| 神沢川     | かみさわがわ       | 要池川                                                                                   |          | 2次支川 | 準用河川    | 名古屋市長           | 名古屋市緑区                                         | 扇川の支川。 |
| 赤松川     | あかまつがわ       | -                                                                                        |          | 2次支川 | 普通河川    | 名古屋市長           | 名古屋市緑区                                         | 扇川の支川。 |
| 新川       | しんかわ           | 百々川                                                                                   |          | 1次支川 | 普通河川    | 名古屋市長           | 名古屋市緑区                                         | かつては扇川に合流していたが、現在では鳴海水処理センターから直接天白川に合流する。直線化される以前は『百々川』と呼ばれた。 |
| 最中川     | もっちゅうがわ     | -                                                                                        |          | 2次支川 | 普通河川    | 名古屋市長           | 名古屋市緑区                                         | 新川の支川。かつては扇川に合流していた。                                                                                   |
| 真池川     | しんいけがわ       | 薮下川                                                                                   |          | 2次支川 | 普通河川    | 名古屋市長           | 名古屋市緑区                                         | 新川の支川。かつては天白川に直接合流していた。                                                                             |
| 地獄沢     | -                  | 地蔵沢                                                                                   |          | 3次支川 | 普通河川    | 名古屋市長           | 名古屋市緑区                                         | 旭出川の支川。 |
| 藤川       | ふじかわ           | 黒末川                                                                                   |          | 1次支川 | 準用河川    | 名古屋市長           | 名古屋市（緑区・天白区）                             | |
| 藤川       | ふじかわ           | 黒末川                                                                                   | 二級河川 | 1次支川 |             | 名古屋市長           | 名古屋市（緑区・天白区）                             | |
| 郷下川     | ごうしたがわ       | 村下川・古川                                                                             |          | 2次支川 | 普通河川    | 名古屋市長           | 名古屋市天白区                                       | 藤川の支川。東海豪雨時は雨水が逆流、大きな被害を出した。                                                                   |
| 笹原排水路 | ささはらはいすいろ | -                                                                                        |          | 3次支川 | 普通河川    | -                    | 名古屋市天白区                                       | 郷下川の支川。相生山の水を集める。                                                                                         |
| 地蔵川     | じぞうがわ         | 島田川                                                                                   |          | 1次支川 | 普通河川    | 名古屋市長           | 名古屋市天白区                                       | |
| 植田川     | うえだがわ         | 高針川・社川・藤森川・井堀川・天白川                                                     |          | 1次支川 | 準用河川    | 名古屋市長           | 長久手市・名古屋市（名東区・天白区）                 | 上流は井堀川。 |
| 植田川     | うえだがわ         | 高針川・社川・藤森川・井堀川・天白川                                                     | 二級河川 | 1次支川 |             | 名古屋市長           | 長久手市・名古屋市（名東区・天白区）                 | 上流は井堀川。 |
| 萱野排水路 | かやのはいすいろ   | -                                                                                        |          | 2次支川 | 普通河川    | 名古屋市長           | 名古屋市天白区                                       | 植田川の支川。ライブカメラが設置されている。                                                                               |
| 八事裏川   | やごとうらがわ     | -                                                                                        |          | 2次支川 | 普通河川    | 名古屋市長           | 名古屋市（千種区・昭和区・天白区）                   | 植田川の支川。 |
| 前川       | まえかわ           | -                                                                                        |          | 2次支川 | 準用河川    | 名古屋市長           | 名古屋市名東区                                       | 植田川の支川。牧野池からの流路。                                                                                           |
| 前川       | まえかわ           | -                                                                                        |          | 3次支川 | 普通河川    | 名古屋市長           | 名古屋市名東区                                       | 前川の支川。 |
| 前川       | まえかわ           | -                                                                                        |          | 3次支川 | 普通河川    | 名古屋市長           | 名古屋市名東区                                       | 前川の支川。 |
| 松下川     | まつしたがわ       | -                                                                                        |          | 2次支川 | 普通河川    | 名古屋市長           | 名古屋市名東区                                       | 植田川の支川。 |
| 井堀川     | -                  | 植田川                                                                                   |          | 1次支川 | 準用河川    | 長久手市長           | 長久手市・名古屋市名東区                             | 植田川の源流。愛知万博の駐車場整備によってほぼ消滅している。                                                               |
| 大根川     | おおねがわ         | -                                                                                        |          | 1次支川 | 準用河川    | 名古屋市長           | 名古屋市天白区                                       | 本地池などに源を発し、途中大根池を経て天白川に合流する。                                                                   |
| 忠兵衛川   | ちゅうべえがわ     | 細口川                                                                                   |          | 1次支川 | 準用河川    | 名古屋市長           | 名古屋市天白区                                       | 細口池に源を発する。近年、流路が変更された。                                                                               |
| 忠兵衛川   | ちゅうべえがわ     | 細口川                                                                                   |          | 2次支川 | 普通河川    | 名古屋市長           | 名古屋市天白区                                       | 忠兵衛川の旧流路。現在は下流部と大堤池からの流路（支川）を除き埋め立てられている。                                         |
| 繁盛川     | はんもりがわ       | 半森川・竹田川                                                                           |          | 1次支川 | 二級河川    | 愛知県知事           | 名古屋市天白区                                       | 本来の名称は『半森川』である。                                                                                             |
| 豊田川     | -                  | 箕午川                                                                                   |          | 1次支川 | 準用河川    | 日進市長             | 日進市                                               | |
| 谷の川     | -                  | -                                                                                        |          | 2次支川 | 普通河川    | 日進市長             | 日進市                                               | 豊田川の支川。 |
| 郷東川     | -                  | 後口川・山田川                                                                           |          | 1次支川 | 普通河川    | 日進市長             | 名古屋市名東区・日進市                               | |
| 小川       | -                  | 高上川・山用川                                                                           |          | 1次支川 | 普通河川    | 日進市長             | 日進市                                               | |
| 折戸川     | おりどがわ         | 野方川                                                                                   |          | 1次支川 | 普通河川    | 日進市長             | 日進市                                               | 三本木川とともにホタルの名所となっている。                                                                                 |
| 井田川     | いだがわ           | -                                                                                        |          | 2次支川 | 普通河川    | 日進市長             | 日進市                                               | 折戸川の支川。 |
| 高上川     | こうじょうがわ     | -                                                                                        |          | 1次支川 | 準用河川    | 日進市長             | 日進市                                               | ※本来の『高上川』とは異なる。                                                                                              |
| 岩崎川     | いわさきがわ       | 岩藤川・岩藤新田川・天白川                                                               |          | 1次支川 | 二級河川    | 愛知県知事           | 日進市                                               | 上流は岩藤川。 |
| 本田川     | ほんだがわ         | -                                                                                        |          | 2次支川 | 普通河川    | 日進市長             | 日進市                                               | 岩崎川の支川。 |
| 菊水川     | きくすいがわ       | -                                                                                        |          | 2次支川 | 普通河川    | 日進市長             | 日進市                                               | 岩崎川の支川。菊水の滝はこの川にある。                                                                                     |
| 竹田川     | たけだがわ         | -                                                                                        |          | 2次支川 | 普通河川    | 日進市長             | 日進市                                               | 岩崎川の支川。 |
| 北新田川   | きたしんでんがわ   | -                                                                                        |          | 2次支川 | 普通河川    | 日進市長             | 日進市・長久手市                                     | 岩崎川の支川。 |
| 福井川     | ふくいがわ         | -                                                                                        |          | 3次支川 | 普通河川    | 日進市長・長久手市長 | 日進市・長久手市                                     | 北新田川の支川。 |
| 大清水川   | おおしみずがわ     | -                                                                                        |          | 2次支川 | 普通河川    | 日進市               | 日進市                                               | 岩崎川の支川。源流では大清水湿地を形成している。                                                                           |
| 岩藤川     | いわふじがわ       | 岩藤新田川・岩崎川                                                                       |          | 1次支川 | 普通河川    | 日進市長             | 日進市                                               | 岩崎川の上流。 |
| 黒木川     | くろきがわ         | -                                                                                        |          | 1次支川 | 普通河川    | 日進市長             | 日進市                                               | |
| 細口川     | ほそぐちがわ       | -                                                                                        |          | 1次支川 | 準用河川    | 日進市長             | 日進市                                               | |
| 三本木川   | -                  | 本木川・天白川                                                                           |          | 本川    | 普通河川    | 日進市長             | 日進市                                               | 天白川の上流。折戸川とともにホタルの名所となっている。                                                                     |

### 消滅・付け替え
| 河川名   | よみ           | 別称                                               | 画像 | 次数    | 河川の 種類 | 管理者     | 流域の市町村・行政区     | 備考 |
| -------- | -------------- | -------------------------------------------------- | ---- | ------- | ----------- | ---------- | ------------------------ | --- |
| 太鼓田川 | たいこでんがわ | -                                                  |      | 3次支川 | -           | -          | 名古屋市緑区             | 志水川の支川。 |
| 小新川   | -              | 南越川                                             |      | 2次支川 | -           | -          | 名古屋市緑区             | 扇川の支川。耕地整理によって直線化される以前は『南越川』と呼ばれた。 |
| 大清水川 | おおしみずがわ | -                                                  |      | 2次支川 | -           | -          | 名古屋市緑区             | 扇川の支川。 |
| 籠山川   | かごやまがわ   | -                                                  |      | 2次支川 | -           | -          | 名古屋市緑区             | 扇川の支川。 |
| 中川     | なかがわ       | 中井川・中江川・八事川・中井用水・中江用水・桜用水 |      | 2次支川 | -           | 名古屋市長 | 名古屋市（天白区・南区） | 現在の名古屋市南区で天白川に合流していたが、排水が困難となったため、江戸時代に大江湊に付け替えられた。現在では山崎川への排水（釜塚排水路）や天白川へのポンプ排水（笠寺ポンプ所）も行われている。 |
| 後田川   | -              | -                                                  |      | 2次支川 | -           | -          | 名古屋市名東区           | 植田川の支川。 |

## 主なため池
天白川水系に属する主なため池を上流側より記載する。ため池の多くは区画整理などで消滅したが、現在でも約100個のため池が現存している。
| 名称           | よみ                       | 画像           | 所在地                                            | 所有者                   | 諸元      | 諸元          | 諸元     | 諸元          | 流出水           | 備考                                         |
| 名称           | よみ                       | 画像           | 所在地                                            | 所有者                   | 面積 (m2) | 貯水量 (千m3) | 堤高 (m) | 流域面積 (ha) | 流出水           | 備考                                         |
| -------------- | -------------------------- | -------------- | ------------------------------------------------- | ------------------------ | --------- | ------------- | -------- | ------------- | ---------------- | -------------------------------------------- |
| 三ケ峯上池     | さがみねうえいけ           |                | 日進市米野木町字三ケ峯                            | 学校法人栗本学園         |           | 57.1          | 9        |               | 三本木川         |                                              |
| 三ケ峯下池     | さがみねしたいけ           | 三ケ峯下池     | 日進市米野木町字三ケ峯                            | （一社）米野木資産管理会 |           | 58            | 10.7     |               | 三本木川         |                                              |
| 東水落池       | ひがしみずおちいけ         |                | 日進市三本木町字東水落                            | （一社）三本木           |           | 1.4           | 1        |               | 三本木川         |                                              |
| 新池           | しんいけ                   |                | 日進市米野木町字三ケ峯                            | 鹿島建設（株）           |           | 4             | 6        |               | 三本木川         |                                              |
| 鶴思慕上池     | つるしぼかみいけ           | 鶴思慕上池     | 日進市三本木町字大池下                            | （一社）三本木           |           | 5.1           | 6        |               | 三本木川         | 鶴思慕池                                     |
| 福池           | ふくいけ                   | 福池           | 日進市三本木町字福池                              | （一社）三本木           |           | 1.4           | 2        |               | 三本木川         |                                              |
| 壱番割池       | いちばんわりいけ           | 壱番割池       | 日進市三本木町字一番割                            | （一社）三本木           |           | 1.7           | 3.5      |               | 三本木川         | 源田池                                       |
| 機織池         | はたおりいけ               | 機織池         | 日進市藤島町長塚                                  | 日進市                   |           | 50            | 9.7      |               | 黒木川           |                                              |
| 東池           | ひがしいけ                 |                | 日進市蟹甲町字中屋敷                              | （一社）蟹甲             |           | 9             | 4.8      |               | 天白川           |                                              |
| 岩藤新池上     | いわふじしんいけかみ       |                | 日進市岩藤町字大清水                              | 個人                     |           | 166           | 6.5      |               | 岩藤川           |                                              |
| 岩藤新池       | いわふじしんいけ           | 岩藤新池       | 日進市岩藤町字大清水                              | 個人                     |           | 120           | 10.7     |               | 岩藤川           |                                              |
| 三ツ池上       | みついけかみ               |                | 日進市岩藤町字一ノ廻間                            | （一社）北新             |           | 0.6           | 2        |               | 岩藤川           |                                              |
| 三ツ池中       | みついけなか               |                | 日進市岩藤町字一ノ廻間                            | （一社）北新             |           | 10.2          | 5.5      |               | 岩藤川           | 桜ヶ池                                       |
| 弁天池         | べんてんいけ               |                | 日進市岩藤町字一ノ廻間                            |                          |           |               |          |               | 北新田川         | 五色園内にある。                             |
| 三ツ池下       | みついけした               |                | 日進市岩藤町字一ノ廻間                            | （一社）北新             |           | 6.4           | 5.2      |               | 岩藤川           |                                              |
| 桜ケ池         | さくらがいけ               |                | 長久手市岩作字三ケ峯                              |                          |           |               |          |               | 北新田川         |                                              |
| アヤメ池       | あやめいけ                 |                | 長久手市岩作字三ケ峯・日進市岩藤町字一ノ廻間      |                          |           |               |          |               | 北新田川         | あやめ池                                     |
| 林池           | はやしいけ                 |                | 日進市北新町字林                                  | （一社）北新             |           | 50            | 7.3      |               | 北新田川         |                                              |
| 新池           | しんいけ                   |                | 日進市岩崎町字阿良池                              |                          |           |               |          |               | 北新田川         |                                              |
| 生出し池       | はえだしいけ               | 生出し池       | 日進市北新町字生出し                              | （一社）北新             |           | 16.9          | 4        |               | 北新田川         |                                              |
| 阿良池         | あらいけ                   |                | 日進市岩崎町字四ツ池                              | （一社）岩崎             |           | 11            | 6.8      |               | 北新田川         |                                              |
| 三ツ池上       | みついけかみ               |                | 日進市岩崎町字竹ノ山                              | （一社）岩崎             |           | 6.1           | 4.5      |               | 菊水川           |                                              |
| 三ツ池中       | みついけなか               |                | 日進市岩崎町字竹ノ山                              | （一社）岩崎             |           | 3.9           | 4.1      |               | 菊水川           |                                              |
| 三ツ池下       | みついけした               |                | 日進市岩崎町字竹ノ山                              | （一社）岩崎             |           | 9             | 5.8      |               | 菊水川           |                                              |
| 弁天池         | べんてんいけ               | 弁天池         | 日進市竹の山三丁目                                | （一社）岩崎             |           | 67            | 5.1      |               | 菊水川           | 弁天池公園内にある。                         |
| 新ラ田池       | あらたいけ                 |                | 日進市岩崎町字新ラ田                              |                          |           |               |          |               | 岩崎川           |                                              |
| 高松池         | たかまついけ               |                | 日進市折戸町字高松                                | アイシン開発（株）       |           | 3.3           | 2        |               | 折戸川           |                                              |
| 寺脇池         | てらわきいけ               |                | 日進市折戸町字定納                                | （一社）折戸             |           | 1             | 3        |               | 折戸川           |                                              |
| 三ツ池下       | みついけした               | 三ツ池下       | 日進市折戸町字定納                                | 日進市                   |           | 13.4          | 4        |               | 折戸川           | 野方三ツ池公園内にある。                     |
| 藤塚池         | ふじづかいけ               |                | 日進市藤塚三丁目                                  |                          |           |               |          |               | 天白川           |                                              |
| 美濃輪池       | みのわいけ                 |                | 日進市浅田町字美濃輪                              |                          |           |               |          |               | 豊田川           | 名古屋ゴルフ倶楽部・和合コース敷地内にある。 |
| 笠寺池         | かさでらいけ               | 笠寺池         | 日進市折戸町字箕ノ手                              |                          |           | 8.7           | 3        |               | 豊田川           |                                              |
| 芋地池         | いもじいけ                 |                | 日進市浅田町字下小深田                            | 日進市                   |           | 5.1           | 4.6      |               | 豊田川           |                                              |
| 鷺池           | さぎいけ                   |                | 日進市赤池二丁目                                  | （一社）赤池財管         |           | 4.5           | 2        |               | 豊田川           |                                              |
| 上納池         | じょうのういけ             | 上納池         | 日進市赤池町字下郷                                | （一社）赤池財管         |           | 4.6           | 2        |               | 谷の川           | 上納池スポーツ公園内にある。                 |
| 荒池           | あらいけ                   | 荒池           | 名古屋市天白区天白町大字平針字荒池下              | 民間                     | 約66,000  |               |          | 約92          | 繁盛川           | 広久手池・広湫池                             |
| 二ツ池上       | ふたついけかみ             | 二ツ池上       | 日進市赤池町字モチロ                              |                          |           |               |          |               | 繁盛川           |                                              |
| 北山下池       | きたやましたいけ           | 北山下池       | 日進市赤池町字北山                                | （一社）赤池財管         |           | 5.8           | 4        |               | 天白川           | 北山池                                       |
| 二ツ池         | ふたついけ                 |                | 名古屋市天白区天白町大字平針字大堤下              |                          |           |               |          |               | 忠兵衛川         |                                              |
| 大堤池         | おおつつみいけ             | 大堤池         | 名古屋市天白区天白町大字平針字大堤下              | 名古屋市                 | 約9,600   |               |          | 約24          | 忠兵衛川         |                                              |
| 細口池         | ほそぐちいけ               | 細口池         | 名古屋市天白区平針南一丁目                        | 名古屋市                 | 約6,400   |               |          | 約54          | 忠兵衛川         |                                              |
| 本地池         | ほんじいけ                 | 本地池         | 名古屋市天白区御前場町                            | 国                       |           | 7.6           |          | 27.38         | 大根川           |                                              |
| 大根池         | おおねいけ                 | 大根池         | 名古屋市天白区天白町大字島田字山ノ杁              | 名古屋市                 | 約32,000  |               |          | 約116         | 大根川           | 島田池                                       |
| 長湫南部調整池 | ながくてなんぶちょうせいち | 長湫南部調整池 | 長久手市卯塚一丁目                                |                          |           |               |          |               | 井堀川           | ヒロ池                                       |
| 井堀上池       | いぼりかみいけ             |                | 名古屋市名東区猪高町大字上社字井堀                | 国                       |           |               |          | 4.56          | 植田川           | 猪高緑地内にある。                           |
| 井堀下池       | いぼりしもいけ             |                | 名古屋市名東区猪高町大字上社字井堀                | 国                       |           |               |          | 6.51          | 植田川           | 猪高緑地内にある。                           |
| 迪彦池         | みちひこいけ               |                | 名古屋市名東区猪高町大字上社字井堀間              |                          |           |               |          |               | 植田川           | 猪高緑地内にある。凹池                       |
| 西堀池         | にしほりいけ               |                | 名古屋市名東区猪高町大字上社字井堀                | 名古屋市                 | 約2,000   |               |          | 約7           | 植田川           | 猪高緑地内にある。西迫間池                   |
| 塚ノ杁池       | つかのいりいけ             | 塚ノ杁池       | 名古屋市名東区猪高町大字上社字池ノ表              | 名古屋市                 | 約23,000  |               |          | 約9           | 植田川           | 猪高緑地内にある。                           |
| こもれび池     | こもれびいけ               |                | 名古屋市名東区猪高町大字上社字池ノ表間            |                          |           |               |          |               | 植田川           | 猪高緑地内にある。                           |
| 三角池         | さんかくいけ               |                | 名古屋市名東区猪高町大字上社字勢子坊間            |                          |           |               |          |               | 植田川（松下川） | 猪高緑地内にある。宗太郎池                   |
| 宗太郎池       | そうたろういけ             |                | 名古屋市名東区猪高町大字上社字勢子坊間            |                          |           |               |          |               | 植田川（松下川） | 猪高緑地内にある。ソウタロウ池               |
| すり鉢池       | すりばちいけ               | すり鉢池       | 名古屋市名東区猪高町大字高針字勢子坊              | 名古屋市                 |           |               |          | 5.7           | 植田川（松下川） | 猪高緑地内にある。スリ鉢池                   |
| デッチョ池     | でっちょいけ               | デッチョ池     | 名古屋市名東区神丘町二丁目                        | 名古屋市                 | 約9,900   | 15.2          |          | 約19          | 植田川           | 神丘公園内にある。デッチョウの池             |
| 牧野池         | まきのいけ                 | 牧野池         | 名古屋市名東区猪高町大字高針字前山                | 愛知県                   | 約170,000 |               |          | 約127         | 前川             | 牧野ヶ池緑地内にある。牧野ヶ池、牧野が池     |
| ぐみ池         | ぐみいけ                   |                | 名古屋市名東区植園町三丁目                        | 名古屋市                 |           |               |          | 6.3           | 植田川           | 植園公園内にある。                           |
| 新池           | しんいけ                   | 新池           | 名古屋市名東区山香町                              | 民間                     |           | 26            | 4.7      | 30.34         | 植田川           |                                              |
| 五合上池       | ごごうかみいけ             |                | 名古屋市名東区猪高町大字高針字山ノ中              | 民間                     |           |               |          | 8.75          | 植田川           | 愛知カンツリー倶楽部内にある。上池           |
| 五合下池       | ごごうしもいけ             |                | 名古屋市名東区猪高町大字高針字山ノ中              | 民間                     |           | 18.5          |          | 12.62         | 植田川           | 愛知カンツリー倶楽部内にある。五合池         |
| 天白渓下池     | てんぱくけいしもいけ       | 天白渓下池     | 名古屋市天白区天白町大字八事字裏山                | 名古屋市                 |           | 29.9          |          | 135.89        | 八事裏川         | 天白渓下池公園内にある。下池                 |
| 新池           | しんいけ                   | 新池           | 名古屋市天白区高宮町                              | 名古屋市                 | 約9,100   | 21.5          |          | 約42          | 地蔵川           |                                              |
| 双子池         | ふたごいけ                 | 双子池         | 名古屋市天白区海老山町                            | 国                       |           | 6.9           |          | 16.48         | 天白川           | 二子塚池                                     |
| 戸笠池         | とがさいけ                 | 戸笠池         | 名古屋市天白区久方三丁目 名古屋市緑区鳴海町字螺貝 | 名古屋市                 | 約22,000  | 61.3          |          | 約76          | 藤川             | 戸笠公園内にある。                           |
| 螺貝池         | ほらがいいけ               | 螺貝池         | 名古屋市緑区相川三丁目                            | 名古屋市                 | 約13,000  |               |          | 約60          | 藤川             | 螺貝公園内にある。                           |
| 鳴子池         | なるこいけ                 | 鳴子池         | 名古屋市緑区相川一丁目                            | 名古屋市                 |           | 34.3          |          | 222.05        | 藤川             |                                              |
| 四郎曽池       | しろそいけ                 | 四郎曽池       | 名古屋市緑区長根町                                | 名古屋市                 |           | 13            |          | 35.18         | 藤川             | 四郎曽池公園内にある。                       |
| 大池           | おおいけ                   | 大池           | 名古屋市緑区藤塚一丁目                            | 国                       | 約9,300   | 45.3          |          | 約57          | 扇川             | 白土中央公園内にある。                       |
| 神池           | かみいけ                   | 神池           | 名古屋市緑区元徳重一丁目                          | 民間                     |           |               |          |               | 扇川             | 徳重神池公園内にある。                       |
| 二ツ池         | ふたついけ                 |                | 名古屋市緑区徳重二丁目                            | 名古屋市                 |           | 9.5           |          | 30.31         | 扇川             | 通曲公園内にある。                           |
| 神沢池         | かみさわいけ               | 神沢池         | 名古屋市緑区鳴海町字神沢                          | 名古屋市・民間           | 約11,000  |               |          | 約105         | 神沢川           |                                              |
| 要池           | かなめいけ                 | 要池           | 名古屋市緑区乗鞍二丁目                            | 名古屋市                 | 約15,000  | 48            |          | 約211         | 神沢川           | 要池公園内にある。                           |
| 平手池         | ひらていけ                 | 平手池         | 名古屋市緑区細口三丁目                            | 名古屋市・民間           | 約18,000  | 27            |          | 約50          | 細口川           | 乗鞍公園に隣接する。                         |
| 横吹大池       | よこぶきおおいけ           |                | 名古屋市緑区鳴海町字横吹                          | 民間                     |           |               |          | 9.2           | 扇川             | 鳴海カントリークラブ内にある。               |
| 相原池         | あいばらいけ               | 相原池         | 名古屋市緑区平手北二丁目                          | 名古屋市                 |           | 7.8           |          | 16.63         | 扇川             |                                              |
| 水広下池       | みずひろげいけ             | 水広下池       | 名古屋市緑区水広三丁目                            | 名古屋市                 | 約11,000  |               |          | 約21          | 扇川             | 水広公園内にある。                           |
| 松池           | まついけ                   | 松池           | 名古屋市緑区鳴海町字尾崎山                        | 名古屋市                 |           |               |          | 8.94          | 扇川             | 鳴海公園内にある。                           |
| 滝ノ水北池     | たきのみずきたいけ         | 滝ノ水北池     | 名古屋市緑区滝ノ水二丁目                          | 名古屋市                 |           |               |          | 4.1           | 滝ノ水川         | 滝ノ水緑地内にある。                         |
| 上朝日出池     | かみあさひでいけ           | 上朝日出池     | 名古屋市緑区旭出三丁目                            | 名古屋市                 |           | 10            |          | 25.8          | 旭出川           | 上朝日出公園内にある。                       |
| 新海池         | にいのみいけ               | 新海池         | 名古屋市緑区鳴海町字池上                          | 名古屋市                 | 約37,000  | 114.8         |          | 約70          | 旭出川           | 新海池公園内にある。                         |
| 権平池         | ごんべいいけ               | 権平池         | 名古屋市緑区桶狭間西                              | 国・名古屋市             |           |               |          | 1.2           | 手越川           |                                              |
| 西鰌池         | にしどじょういけ           | 西鰌池         | 名古屋市緑区緑花台                                | 名古屋市                 |           | 2.3           |          | 7.17          | 手越川           | 西鰌池公園内にある。                         |
| 琵琶ケ池       | びわがいけ                 | 琵琶ケ池       | 名古屋市緑区鳴海町字鴻ノ巣                        | 名古屋市                 | 約33,000  | 50.7          |          | 約53          | 手越川           | 大高緑地内にある。                           |
| 籠池           | かごいけ                   | 籠池           | 名古屋市緑区文久山                                | 名古屋市                 |           | 6             |          | 19.12         | 大高川           |                                              |
| 水主ケ池       | かこがいけ                 | 水主ケ池       | 名古屋市緑区忠治山                                | 名古屋市                 | 約72,000  | 197           |          | 約186         | 大高川           | 水主池公園内にある。                         |
| 蝮池           | まむしいけ                 | 蝮池           | 名古屋市緑区大高町字蝮池                          | 名古屋市                 | 約23,000  |               |          | 約46          | 大高川           |                                              |
| 鴻ノ巣池       | こうのすいけ               | 鴻ノ巣池       | 大府市共和町字鴻ノ巣                              |                          |           |               |          |               | 瀬木川           |                                              |
| 才田池         | さいだいけ                 | 才田池         | 大府市共和町字才田                                |                          |           |               |          |               | 瀬木川           |                                              |
| 蛇池           | じゃいけ                   | 蛇池           | 名古屋市緑区定納山二丁目                          | 名古屋市                 | 約19,300  | 27            |          | 約45          | 瀬木川           | 定納山公園に隣接する。                       |
| 平野池         | ひらのいけ                 | 平野池         | 名古屋市緑区大高町字平野池末                      | 名古屋市                 | 約18,000  |               |          | 約7           | 天白川           | 氷上公園内にある。                           |

## 橋梁
- 三ヶ峯橋
- 大池下橋
- 幸橋
- 上川橋
- 月花橋
- 下川田橋 - 愛知県道58号名古屋豊田線
- 天白川橋 - 東名高速道路
- 大原橋
- 竹若橋 - 愛知県道231号米野木莇生線
- 小原橋
- 新米野木橋 - 愛知県道233号岩作諸輪線
- 米野木橋
- 向山橋
- 前田人道橋（人道橋）
- 前田橋
- 藤枝橋 - 愛知県道58号名古屋豊田線
- 庚申橋
- 新本郷橋 - 愛知県道57号瀬戸大府東海線
- 中央橋
- 中央人道橋（人道橋）
- 本郷橋
- 野方人道橋（人道橋）
- 野方大橋
- 梅森橋 - 愛知県道219号浅田名古屋線
- 西梅森橋
- 天白川橋 - 国道153号（豊田西バイパス）
- 大正橋
- 新大正橋 - 愛知県道221号岩崎名古屋線
- 天白川大橋 - 国道302号（名古屋環状2号線）
- 椿原小橋（人道橋）
- 植原橋
- 天白橋 - 愛知県道56号名古屋岡崎線（飯田街道）
- 天白小橋（人道橋）
- 音聞橋
- 新音聞橋 - 愛知県道59号名古屋中環状線
- 新島田橋 - 愛知県道220号阿野名古屋線
- 天白緑地橋（人道橋）
- 菅田橋
- 野中橋（人道橋）
- 平子橋
- 野並橋 - 名古屋市道東海橋線（東海通）
- 天白橋 - 愛知県道222号緑瑞穂線（旧東海道）
- 星崎人道橋（人道橋）
- 星園橋 - 愛知県道36号諸輪名古屋線
- 大慶橋 - 国道1号（東海道）
- 大星橋（人道橋）
- 天白扇川橋 - 国道23号（名四国道）
- 千鳥橋 - 国道247号
- 天白大橋 -  愛知県道55号名古屋半田線
- 名港東大橋 - 伊勢湾岸自動車道

- その他、名称不明の橋も存在する。

## 河川利用

### 水利用
かつて、流域では生活用水・産業用水ともに天白川水系のため池の水を利用していたが、1961年（昭和36年）の愛知用水通水などにより、そのほぼすべてを木曽川水系の水に頼るようになった。現在では約25件の水利権が認められている。

### 憩いの場として
名古屋市天白区役所が発行した『天白プロムナード』には『天白川河川敷コース』も含まれるなど、天白川は散歩のコースやサイクリングコースとして利用されている。
天白川流域委員会は『河川整備基本方針』で「親しみやすく潤いのある河川空間を、関係機関や地域住民と連携して、維持・形成に努める」としている。

#### 施設
公園・緑地
- 新宝緑地（東海市） - 天白川の最下流部（名古屋港付近）に設けられた公園[155]。展望デッキからはカワウ、ムクドリ、ユリカモメ、スズガモ、ソリハシシギなどの様々な野鳥を観察することができる[155][156]。
- 天白川緑道（名古屋市） - 堤防上に設置された緑道。菅田緑道・島田緑道・植田緑道・平針原緑道から構成される[157]。植田緑道には300本を超える桜（ソメイヨシノ）が植えられており[158][159]、春には美しい景観が広がる[160]。緑道にはベンチが設置されており、休憩ができるようになっている[161]。付近には新音聞橋緑地などの小緑地も存在する[162]。
- 天白川緑地（名古屋市） - 天白川の河川敷に設けられた緑地[163][164]。公園やサイクリングコースなどがある[157]。

景観

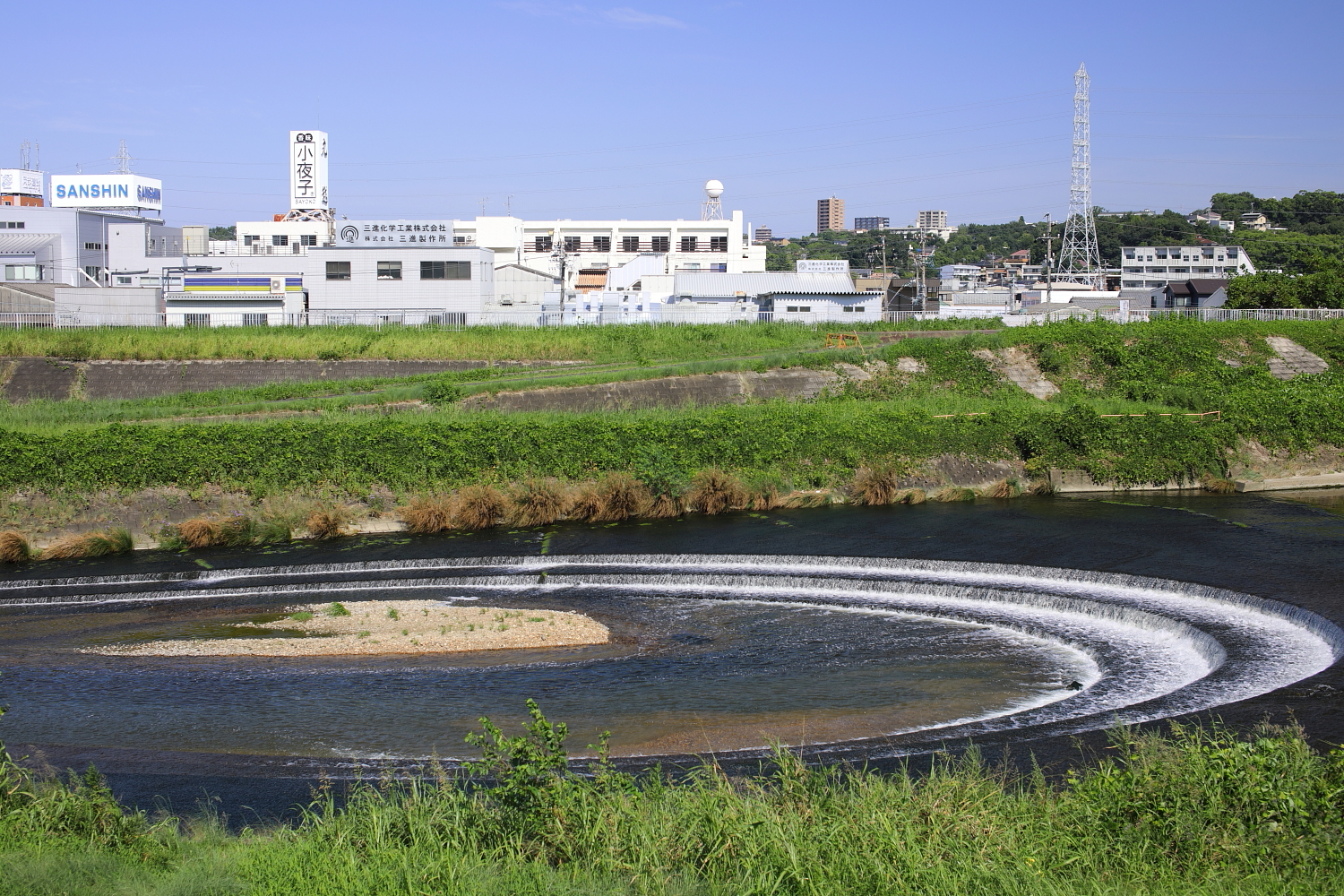
天白護床工（2021年（令和3年）8月）

- 天白護床工（名古屋市） - 植田川との合流点に存在する落差工。愛知県名古屋土木事務所設計[165]。せせらぎの音の創出という点と、自然と調和した外観という点から、平成4年度名古屋市都市景観賞を受賞し[154][165][157]、散歩コースの名所となっている。その一方で、アユやオイカワといった生物の遡上を妨げているという一面もある[80][98]。
- 寄鷺橋（名古屋市） - 東海地方では珍しい、ニールセンローゼ橋[154]。人道橋である。

#### イベント
上流部
網による生物捕獲（ガサガサ）などのイベントが開かれる。

## 校歌に天白川が含まれる学校
流域の7の小中学校には、校歌に天白川が含まれている。
- 東海市立名和小学校[167]
- 名古屋市立笠東小学校[168]
- 名古屋市立野並小学校[169]
- 名古屋市立植田南小学校[170]
- 名古屋市立植田東小学校[171]
- 名古屋市立南天白中学校[172]
- 日進市立日進東中学校[173]

## 流域の周辺施設
- 日進市立図書館
- 日進市役所
- JA愛知尾東水稲育苗施設
- 天白文化小劇場
- 植田水処理センター
- 天白区役所
- 天白学校体育センター
- 南天白地域スポーツセンター
- 野並公園野球場
- 名古屋自動車学校天白校
- 赤坪公園野球場
- 名古屋市緑環境事業所
- 浦里公園野球場
- 鳴海水処理センター
- 柴田水処理センター
- 名古屋市中央卸売市場南部市場
- USS名古屋オークション
- 新名古屋火力発電所

## 交通

### 公共交通機関
鉄道
名古屋市営地下鉄
- 桜通線 野並駅、鶴里駅
- 鶴舞線 植田駅、原駅、平針駅

東海旅客鉄道（JR東海）
- 東海道本線 大高駅

### 道路
- 飯田街道（愛知県道58号名古屋豊田線）
- 愛知県道231号米野木莇生線
- 愛知県道233号岩作諸輪線
- 飯田街道（愛知県道58号名古屋豊田線）
- 愛知県道57号瀬戸大府東海線
- 愛知県道219号浅田名古屋線
- 豊田西バイパス（国道153号）
- 愛知県道221号岩崎名古屋線
- 名古屋環状2号線（国道302号）
- 名古屋第二環状自動車道（名二環）
- 飯田街道（愛知県道56号名古屋岡崎線）
- 愛知県道221号岩崎名古屋線
- 東海通（名古屋市道東海橋線）[174]
- 旧東海道（愛知県道222号緑瑞穂線）
- 愛知県道36号諸輪名古屋線
- 国道1号
- 名四国道（国道23号）
- 国道247号
- 愛知県道55号名古屋半田線
- 愛知県道59号名古屋中環状線[174]